# محمد مجلي
محمد مجلي (مواليد 24 يونيو 1996) هو لاعب كرة قدم مصري يلعب في مركز خط الوسط لصالح نادي حرس الحدود

## مشواره
بدأ مجلي مشواره مع نادي بني سويف ثم أنتقل إلى نادي المقاولون العرب في صفقة بلغت مليون ونصف جنيه.